# 赤城山丸
赤城山丸（あかぎさんまる）は、三井物産船舶部（後の三井船舶）が1924年（大正13年）に竣工させた日本最初のディーゼルエンジン搭載の航洋商船。貨物船として北米航路に就航、レシプロエンジン搭載の姉妹船との運航実績比較により、ディーゼル船の優れた経済性を実証した。太平洋戦争時には軍隊輸送船として徴用され、1944年（昭和19年）にレイテ島の戦いで強行輸送のため擱座した後、アメリカ軍機の空襲で破壊された。

## 建造
第一次世界大戦終結により海運業界・造船界には不況が訪れ、船舶の質の向上が課題となった。最も重視されたのが、ディーゼルエンジンの導入である。重油を燃料とするディーゼルエンジンは、当時の船舶に一般的だった石炭燃料のレシプロエンジンに比べて高価であるが、火夫の人件費が削減できた。他形式エンジンで重油燃料を使う場合と比べても燃費が優れ、ボイラーが不要で機関容積も小型なため貨物搭載スペース確保などに有利だった。20世紀初頭に実用化された船舶用ディーゼルエンジンは、出力の向上で1910年代には大型船の主機としても活用され始め、日本でも1917年（大正6年）に海軍給油艦「剣埼」で試験的に採用されていた。
三井物産船舶部では、第一次世界大戦中の日米船鉄交換契約の処理で渡米していた北郷七次造船設計課長が、帰途にデンマークのバーマイスター・アンド・ウェイン（B&W）を視察し、1920年（大正9年）11月に船舶用ディーゼルエンジン産業の隆盛を報告していた。1921年（大正10年）初頭から三井物産船舶部の一部でディーゼル商船導入についての研究が始まり、当初は慎重だった川村貞次郎船舶部長も次第に有用性を認め、1922年（大正11年）7月に三井物産本店から建造が許可された。これを受け、同年9月には、岡本泰造機設計課長および当初からディーゼル船研究を担当してきた川合菊平が、ヨーロッパへ派遣されている。
以上の経緯で三井物産は、1921年に計画していた6400載貨重量トン級の貨物船2隻を設計変更し、軸馬力2000馬力級のディーゼルエンジンを主機とした7000載貨重量トン級貨物船を建造することにした。その1番船が本船である。三井物産造船部玉工場で1923年（大正12年）5月12日に起工され、1924年（大正13年）3月20日に進水、艤装を終えて同年7月18日に引き渡された。船名は、「○山丸」という三井物産社船の慣例に倣い「赤城山丸」と命名された。日本郵船がイギリスで建造中だったディーゼル貨物船「愛宕丸」より4カ月ほど早い竣工で、日本初の航洋性のあるディーゼルエンジン搭載商船となった。
「赤城山丸」の基本設計は、船首楼・船央楼・船尾楼を有する三島型船体で、船央楼に船橋と機関部を有する当時の一般的な貨物船である。前後の甲板に単脚式のマストが立つほか、船央楼直後に門型のデリックポストがある。ディーゼル船なのでレシプロ船のような背の高い煙突が技術的には不要だが、美観上の理由からレシプロ船と同様の細長い形状の煙突を備えている。主機のディーゼルエンジンは、マクスウェル商会を介して1923年3月に輸入したB&W製の1800軸馬力機関を搭載した。なお、本船でのB&W製ディーゼルエンジンの運用実績が後述のように良好であったことから、三井物産は1926年（大正15年）8月にB&Wとライセンス生産契約を締結している。
姉妹船として、在来型の三連成レシプロエンジンを搭載した「秋葉山丸」が1924年11月に竣工した。計画では同船にも比較試験目的でB&W製以外のディーゼルエンジンを採用するはずであったが、候補となったスルザーもヴィッカース・リミテッドも2000馬力級の適当なディーゼルエンジンを当時販売していなかったため、やむなくレシプロエンジンを搭載した。「秋葉山丸」の設計は、船橋直後にもハッチがあるなど機関以外にも若干の差異がある。

## 運用

### 商船として
「赤城山丸」は、横浜とシアトルおよびサンフランシスコを結ぶ北米航路へ就航した。同航路に就航した姉妹船の「秋葉山丸」と運航コストの比較研究が行われ、重油燃料使用状態の「秋葉山丸」と比べても燃料費・人件費等の節約で一航海あたり20172円安い費用で運航できることが判明した。この研究成果は三井物産の川村船舶部長により論文として発表され、日本の船舶関係者から注目を浴びた。その後、効率性の高いディーゼル商船が日本にも広まり、昭和恐慌の影響もあって1931年（昭和6年）には三井物産船舶部の北米航路は「赤城山丸」以下5隻のディーゼル船に絞って構成され、月2便運航の態勢となっていた。
1932年（昭和7年）5月、「赤城山丸」はマニラ・ニューヨーク線へ異動となった。以降、1935年（昭和10年）には小樽港・ヨーロッパ間の木材輸送や満州・オーストラリア間の小麦輸送に従事、翌1936年（昭和11年）にアフリカ不定期航路へ就航、1937年（昭和12年）には日中戦争勃発を受けてロサンゼルスからの緊急ガソリン輸送も行った。イラン向けのセメント輸送などでペルシャ湾にも赴いている。1941年（昭和16年）に仏印進駐の影響でバンコク航路が増強されると、6月に「赤城山丸」も旅客設備を設けてバンコク航路へ就航した。

### 徴用船として
1941年12月に太平洋戦争が勃発すると、ただちに日本陸軍に徴用され、軍隊輸送船として改装。陸軍船番号866番が付与された。1942年（昭和17年）初頭の蘭印作戦で第2師団の一部を乗せてカムラン湾を出撃。第16軍上陸船団の第3船隊第1分隊（6隻）に属して、2月28日にジャワ島バンタム湾への上陸戦を成功させた。同じ分隊に属した輸送船「龍野丸」（日本郵船：7296総トン）と病院船「蓬莱丸」（大阪商船：9205総トン）は、バタビア沖海戦で日本艦隊が発射した魚雷が命中して大破したが、本船は被害を免れた。1942年12月に三井物産船舶部が三井船舶として分社したことから、船主が三井船舶へ変わる。
野間（2002年）によれば、1942年12月26日にラバウルから日本本土へ向かう途中、ニューアイルランド島カビエン沖で敵潜水艦による魚雷攻撃を受けて航行不能の損害を被った。他方、『アメリカ海軍公式年表』によると、1943年（昭和18年）1月2日にニューアイルランド島沖南緯03度30分 東経151度30分 / 南緯3.500度 東経151.500度でアメリカ潜水艦「スピアフィッシュ」の攻撃を受けて損傷となっている。
大戦後半に入っても、「赤城山丸」は陸軍徴用船として軍事輸送に使われた。時期不明であるが、自衛武装として高射砲・野砲・機関銃2門・爆雷4発を装備している。1943年11月には、第776船団（輸送船11隻・護衛艦1隻）に加入して高雄港からマニラへ行き、そこからH5（甲）船団（輸送船7隻・護衛艦2隻）に加入してハルマヘラ島までの輸送を行った。1944年（昭和19年）1月23日から2月22日には、ビマ行きの第46師団の一部（人員1218人・物資3650立方メートル）を輸送。同年5月から6月には、マニラ・ハルマヘラ間を2往復した。9月には補充人員輸送の任務で門司発の節船団（輸送船4隻・護衛艦2隻）に加入し、途中で貨物船「江田島丸」（日本郵船：6932総トン）と「暁空丸」（拿捕船：6854総トン）をアメリカ潜水艦の攻撃で失いながら、「和浦丸」とともに無事に目的地の上海へ到着した。
「赤城山丸」の最後の任務となったのは、アメリカ軍が上陸して激戦中のレイテ島への増援部隊輸送であった。1944年11月3日、「赤城山丸」は、ミ船団の一つであるミ25船団（輸送船22隻・護衛艦5隻）に加入して門司を出港、途中で船団主力と分離して、11月30日にマニラへ入港した。そして、レイテ島へ第68旅団を強行輸送する第8次多号作戦に投入されることとなり、12月5日、「赤城山丸」は他の輸送艦船4隻とともに護衛されてマニラを出撃した。レイテ島オルモックを目的地としたが、カモテス海を航行中の12月7日朝にオルモック方面へ敵上陸との情報を受けて、サンイシドロへ目的地を変更。船体を犠牲にしても物資を揚陸するため、命令により海岸へ自ら乗り上げて擱座したが、アメリカ陸軍航空軍の戦闘爆撃機と海兵隊航空団のF4Uの空襲を受けて炎上し、完全喪失となった。船員58人および船砲隊69人は全員戦死した。